# T-37
T-37 var en lätt sovjetisk stridsvagn med två mans besättning som tillverkades mellan 1933 och 1936, och som användes i begränsad utsträckning av sovjetiska förband under andra världskriget.

## Historik
Sovjetunionen köpte i början av 1930-talet ett antal lätta stridsvagnar från det brittiska företaget Vickers Carden-Loyd. Bland dessa fordon fanns en amfibisk modell, med beteckningen Vickers A4E11. Den modell som kom att användas inom Röda armén var en modifierad version av den brittiska stridsvagnen, med en GAZ AA-motor och upphängning från den franska lätta stridsvagnen AMR 33. Produktionsstarten försenades av omfattande testning och flera omarbetningar, men inleddes i slutet av 1933. Drygt 1 000 exemplar byggdes.

## Kännetecken
T-37 var amfibisk, med roder, propeller och flottörer ovanför banden (se bilden). Stridsvagnens amfibiska egenskaper var endast avsedd för mindre vattendrag. Tornet satt till höger, jämfört med den senare modellen T-38 där tornet satt till vänster. Besättningen var två man, med vagnchefen i tornet och föraren till vänster i chassit. Den var mycket lätt beväpnad, med en 7,62 mm luftkyld kulspruta.
Bepansringen var mycket tunn, endast 3 mm på det tunnaste stället. Pansaret kunde relativt enkelt penetreras av även lätta pansarvärnsvapen.
En senare variant, T-37U, hade en hästskoformad radioantenn på chassit. Radion användes endast i befälsvagnar för att hålla kontakten med andra förband. Kommunikationen mellan stridsvagnarna i förbandet skedde med hjälp av signalflaggor.

## Användning
Stridsvagnen användes av spaningsförband inom infanteriet, kavalleriet och mekaniserade förband. Den användes i direkta strider efter den tyska invasionen 1941, trots att den egentligen bara var avsedd för lättare spaning. De få exemplar som fanns kvar i slutet av 1942 togs ut aktiv tjänst. Ett fåtal användes efter ombyggnad som dragfordon.